# Линевка (Волынская область)
Линевка (укр. Линівка) — село в Рожищенской городской общине Луцкого района Волынской области Украины.
До 2020 года входило в Рожищенский район.
Код КОАТУУ — 0724585005. Население по переписи 2001 года составляет 81 человек. Почтовый индекс — 45123. Телефонный код — 3368. Занимает площадь 0,266 км².